# (10672) Kostyukova
(10672) Kostyukova (1978 QE) – planetoida z pasa głównego asteroid okrążająca Słońce w ciągu 5,28 lat w średniej odległości 3,03 j.a. Odkryta 31 sierpnia 1978 roku.